# Ultima VI: The False Prophet
Ultima VI: The False Prophet is een computerspel dat werd ontwikkeld en uitgegeven door Origin Systems. Het spel kwam in 1990 uit voor DOS. In 1991 en 1992 volgde uitgaven voor de meeste populaire homecomputers van die tijd.
In vergelijking met voorgaande versies uit deze serie richt deze versie van spel meer zich meer op het oplossen van puzzels en verkennen dan het vechten. De speler kan vanaf het begin van het spel de wereld verkennen en plaatsen naar eigen volgorde bezoeken. Voltooien van de hoofdmissie en het vinden van bepaalde voorwerpen is nodig om het spel uit te spelen. Met kennis van voorgaande versies van het spel kan echter een groot gedeelte worden overgeslagen. De uitgave van de FM Towns-versie van het spel is volledig voorzien van spraak in het Engels en Japans.

## Platform
| jaar | platform                            |
| ---- | ----------------------------------- |
| 1990 | DOS                                 |
| 1991 | Commodore 64, FM Towns, PC-98       |
| 1992 | Amiga, Atari ST, Sharp X68000, SNES |

## Ontvangst
| Beoordeeld door                       | Platform     | Datum        | Score |
| ------------------------------------- | ------------ | ------------ | ----- |
| Dragon                                | DOS          | oktober 1990 | 100%  |
| ACE (Advanced Computer Entertainment) | DOS          | juni 1990    | 95%   |
| Joker Verlag präsentiert: Sonderheft  | DOS          | 1992         | 95%   |
| Power Play                            | DOS          | mei 1990     | 92%   |
| Zzap! (Italy)                         | Commodore 64 | april 1991   | 92%   |
| Amiga Power                           | Amiga        | mei 1992     | 90%   |
| Amiga Action                          | Amiga        | mei 1992     | 89%   |
| Nintendo Magazine System UK           | SNES         | juli 1994    | 87%   |
| Power Play                            | Amiga        | mei 1992     | 73%   |
| Datormagazin                          | Amiga        | 9 april 1992 | 60%   |